# 尤斯弗爾島
尤斯弗爾島（英語：Useful Island），是南極洲的島嶼，位於葛拉漢地西岸的丹科海岸，處於龍格島以西3.2公里的傑拉許海峽，現時由南極條約體系管理。